# Argemiro de Figueiredo
Argemiro de Figueiredo (Campina Grande, 9 de março de 1901 — Campina Grande, 14 de dezembro de 1982) foi um político brasileiro. Foi governador do estado da Paraíba, deputado federal e senador da república. Filho de Salvino Gonçalves e Luíza Viana Figueiredo, irmão do político Bento Figueiredo e pai do deputado federal Petrônio Figueiredo. Foi casado com Alzira Ramos de Figueiredo.
Advogado, foi eleito deputado estadual em 1929 e Secretário do Interior e Justiça da Paraíba até 1934. Eleito governador em 1935, permaneceu no cargo até 1940, mesmo durante a vigência do Estado Novo do presidente Getúlio Vargas. Entre as suas principais realizações, duplicou a produção de algodão do estado e diversificou a produção agrícola, mecanizou a lavoura e estabeleceu parcerias com pequenos agricultores de todo o estado. Foi também o responsável pela inauguração da Rádio Tabajara em janeiro de 1937. 
Foi eleito deputado federal na Assembleia Constituinte de 1946, e foi um dos 21 membros responsáveis pela elaboração do texto constitucional. Em 1954 foi eleito senador pela UDN, assumindo a vaga de Assis Chateaubriand. Reeleito senador em 1962, passou pelo PTB e filiou-se ao MDB após o Golpe Militar de 1964, onde permaneceu até o fim do mandato em 1970.